# Patch (audiovisuel)
Pour les articles homonymes, voir Patch.

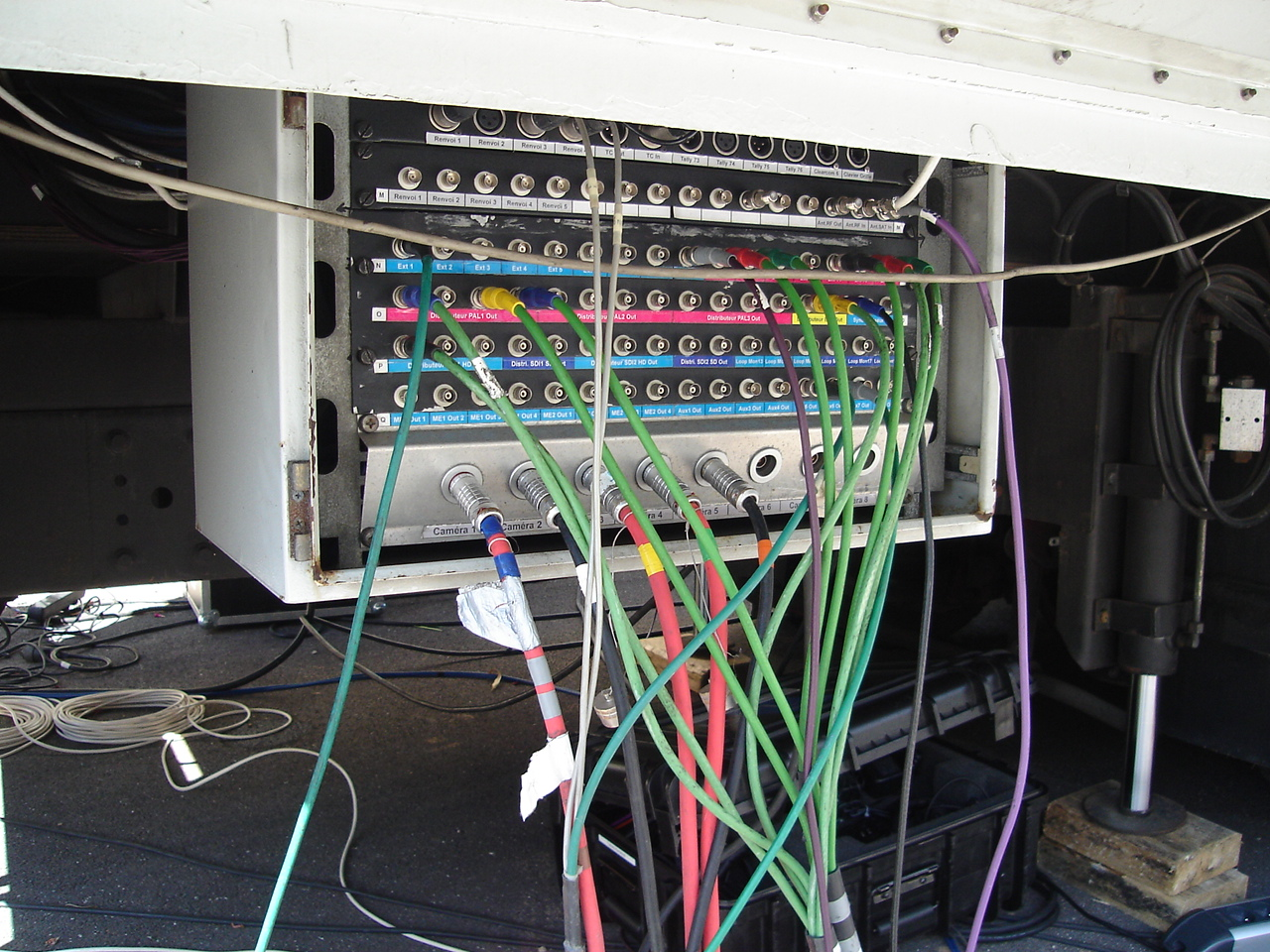
Patch situé sur un camion régie avec ses connexions.

Un patch désigne le panneau de déport des connecteurs d'entrée/sortie reliant une source de capture multimédia (généralement une caméra vidéo) à la régie audiovisuelle.